# Gilberto Martínez
Gilberto Martínez Vidal (* 1. Oktober 1979 in Golfito) ist ein ehemaliger costa-ricanischer Fußballspieler und heutiger Trainer.

## Karriere
Gilberto Martínez Vidal begann seine Karriere in der Jugend von Deportivo Saprissa.
Er spielte bei der Junioren-Fußballweltmeisterschaft 1999 in Nigeria mit.
Nach guten Leistungen im Verein und der Jugend wurde er schnell Liebling der Fans und für die Nationalmannschaft berufen. Am 15. September 2002 wechselte er dann nach Italien zu Brescia Calcio. Dort wurde er zum Standbein der Abwehr. Nach einer Knöchelverletzung wurde er 2006 an den AS Rom verliehen. Doch während seiner Zeit dort, kam er nie an seine alte Form zurück und absolvierte während der Leihfrist kein einziges Spiel für die Roma. In Brescia machte er sein Comeback, jedoch stieg man in die Serie B ab. Doch er entschied trotz der zweiten Liga bei Brescia zu bleiben.
Nach einem Jahr Vereinslosigkeit schloss er sich im Sommer 2013 der US Lecce an.

## Nationalmannschaft
Martínez absolvierte sein Länderspieldebüt am 14. Juli 2001 bei der Copa América beim 1:0-Sieg über Honduras. Er nahm mit seiner Nationalmannschaft an der Fußball-Weltmeisterschaft 2002 und auch an der Fußball-Weltmeisterschaft 2006 teil. Bisher bestritt er 60 Länderspiele, jedoch ohne Torerfolg.